# Rhabdoblatta ferruginosa
Rhabdoblatta ferruginosa är en kackerlacksart som först beskrevs av Carl Stål 1877.  Rhabdoblatta ferruginosa ingår i släktet Rhabdoblatta och familjen jättekackerlackor.
Artens utbredningsområde är Filippinerna. Inga underarter finns listade i Catalogue of Life.